# Биљана Јотић
Биљана Јотић (Мостар, 1977) је српска историчарка уметности и кустоскиња. Мајка двоје деце. 
Рођена је у Мостару, живела у Билећи до 1989. године када се због очеве прекоманде у служби војног лица сели у Београд. Дипломирала је историју уметности на Филозофском факултету Универзитета у Београду. Волонтирала у библиотеци на катедри за Историју уметности. Стручну праксу је обављала у Народном музеју у Београду у оквиру пројекта Дигитализација музејских збирки и у средњој музичкој школи „Ватрослав Лисински”. 
Самоиницијативно оснива галерију 2006. године посвећену савременом стваралаштву са фокусом на младе Beoart-Liveart коју је водила, у својству уметничке директорке, девет година. Једна је од оснивача BeоArt Contemporary удружења које се бави пројектним активностима са фокусом на идентитете жене у савременом ставралаштву, архитектури и дизајну. Чланица је  Удружења ликовних уметника примењене уметности и дизајнера Србије (УЛУПУДС).. Затим Савета Архитектонскиг факултета. Обављала је функцију директорке Музеја примењене уметности у Београду је од 2021. до 2025.
У самосталном раду реализована је преко 30 самосталних и групних изложби. Била је селекторка преко 10 групних изложби (Палета младих; Златна палета УЛУС; Изложба вајарске секције УЛУС...), манифестација и фестивала ( Belgrade Open Art БОА; Novi Sad Open Art НОА...), отворила је бројне самосталне и групне изложбе, била је аутор преко 30 изложбених поставки. Објављено је преко 30 ауторских текстова у каталозима, часописима и Зборнику. Иницирала је регионално истраживање посвећено идентитетима жене у савременом визуелном стваралаштву, реализовано кроз сарадњу ЗАПРПКУЛ и BeoArt Contemporary. Ауторка је документарног серијала „Жена о жени” која се такође емитује на Радио телевизији Србије, а коју је режирао Борис Миљковић. коауторској изложби „Медиала:Некад и сад”, који се емитује на РТС 3  у продукцији BeoArt Contemporary i Rubljov. Иницирала је и у коауторси релаизовала изложбу Медиала: Некад и сад, по којој је снимљен документарни филм у продукцији Радио телевизија Србије Палета Култруног наслеђа.  
Током обављања функције директорке Музеја примењене уметности активно је учествовала у програмском делу успостављајући бројне међусектоске, међумузејске и међународне сарадње (44, 45, 46 и 47. Салон архитектуре, Борис Подрека, Tools for the future, Imagine dignity...) поред редовних обавеза. Комесарка и кустоскиња више националних пројеката којима се Република предстваљана на међународним манифестацијама и бијеналима (Тријенале архитектуре и дизајна у Милану 2022; Бијенале дизајна у Лондону 2023; Прашки квадријенале сценског дизајна 2023; Бијенале архитектуре у Венецији 2023 - председница савета и 2025 - почела у својству комесара, завршила у својству кустоса; Малтешко уметничко бијенале 2024)